# Белегост
Белегост е елфическото име, което значи „великата крепост“, на джуджешка твърдина от романа на Джон Роналд Руел Толкин „Властелинът на пръстените“.
Белегост е джуджешки град разположен близо до планината Долмед, в района на Сините планини. Джуджетата на своя си език наричали крепостта Габилгатол.